# Dinapigué
Dinapigué  (Bayan ng Dinapigue) es un municipio filipino de primera categoría perteneciente a  la provincia de La Isabela en la Región Administrativa de Valle del Cagayán, también denominada Región II.

## Geografía
Tiene una extensión de 574 km² de superficie y según el censo del 2007, contaba con una población de 4.807 habitantes y 635 hogares; 5.484 habitantes el día primero de mayo de 2010.
Provincia costera en el litoral del mar de Filipinas, parte de su territorio lo ocupan las estribaciones de Sierra Madre que forman el Parque Nacional del Norte de Sierra Madre (Parque nacional Manantiales de Fuyot). 

### Barangayes
Dinapigué se divide administrativamente en 6 barangayes o barrios, 5 de  carácter rural y solamente Digumased, su capital, de carácter urbano.
- Ayod
- Bucal Sur
- Bucal Norte
- Dibulo
- Digumased (Población)
- Dimaluade